# Кислякова
Кислякова або Балка Кислякова (рос. Б. Кислякова; б. Богданова) — балка (річка) в Україні у Синельниківському районі Дніпропетровської області. Ліва притока річки Вовчої (басейн Дніпра).

## Опис
Довжина 15 км. Площа сточища 79,4 км². Похил річки 4,1 м/км. Найкоротша відстань між витоком і гирлом —15,36 км, коефіцієнт звивистості річки — 1,19. Формується декількома балками та загатами. На деяких ділянках балка пересихає.

## Розташування
Бере початок у селищі Письменне. Тече переважно на північний схід через населені пункти Кобзар, Манвелівку, Богданівку і на північно-західній околиці села Преображенське впадає у річку Вовчу, ліву притоку Самари.
У селі Богданівка балку перетинає автошлях Т 0401 (автомобільний шлях територіального значення у Дніпропетровській та Запорізькій областях.